# هينينغ سولبرغ
هينينغ سولبرغ (بالنرويجية: Henning Solberg‏) مواليد 8 يناير 1973، هو سائق راليات نرويجي بدأ مسيرته في سنة 1998. كان أول رالي له هو رالي السويد 1998. شارك في بطولة العالم للراليات. نافس في رالي التحدي عبر القارات. نافس في بطولة رالي كروس العالمية. صعد على المنصة 6 مرات خلال مسيرته.

## فرق مثلها
- فريق فورد للراليات

## روابط خارجية
- هينينغ سولبرغ على موقع IMDb (الإنجليزية)
- هينينغ سولبرغ على موقع eWRC-results.com (الإنجليزية)